# Aydın Bulut
Aydın Bulut török filmrendező, forgatókönyvíró 1968. november 27-én született Törökországban, Isztambulban, (İstanbul tartomány).

## Életrajz
Aydın Bulut Isztambulban született. Az isztambuli Galatasaray Líceumban érettségizett, majd 1997-ben a Mimar Sinan Egyetemen film-televízió szakán diplomázott.
2008-ban a 28. Isztambuli Filmfesztiválon a Közönségdíjat nyerte el a Başka Semtin Çocukları c. filmjével.

## Filmográfia
| alkotás                | év   | szerep | rendezte (megjegyzés)                    |
| ---------------------- | ---- | ------ | ---------------------------------------- |
| Benimle Oynar mısın?   | 2013 |        | rendező, forgatókönyvíró mozifilm        |
| Başka Semtin Çocukları | 2008 |        | rendező, forgatókönyvíró mozifilm        |
| Unutmadım              | 1997 |        | rendező, forgatókönyvíró rövidfilm (30') |
| Babaanne               | 1997 |        | rendező, forgatókönyvíró rövidfilm (20') |
| Çiçek                  | 1994 |        | rendező, forgatókönyvíró rövidfilm (10') |

## Fordítás
- Ez a szócikk részben vagy egészben  az   Aydın Bulut című török Wikipédia-szócikk fordításán alapul.  Az eredeti cikk szerkesztőit annak laptörténete sorolja fel. Ez a jelzés csupán a megfogalmazás eredetét és a szerzői jogokat jelzi, nem szolgál a cikkben szereplő információk forrásmegjelöléseként.